# سیلویا روسکا
سیلویا روسکا (به انگلیسی: Sylvia Ruuska) (زادهٔ ۴ ژوئیهٔ ۱۹۴۲) شناگر اهل ایالات متحده آمریکا است.